# Bohinj
Bohinj är en turistort belägen bland Alperna i nordvästra Slovenien.

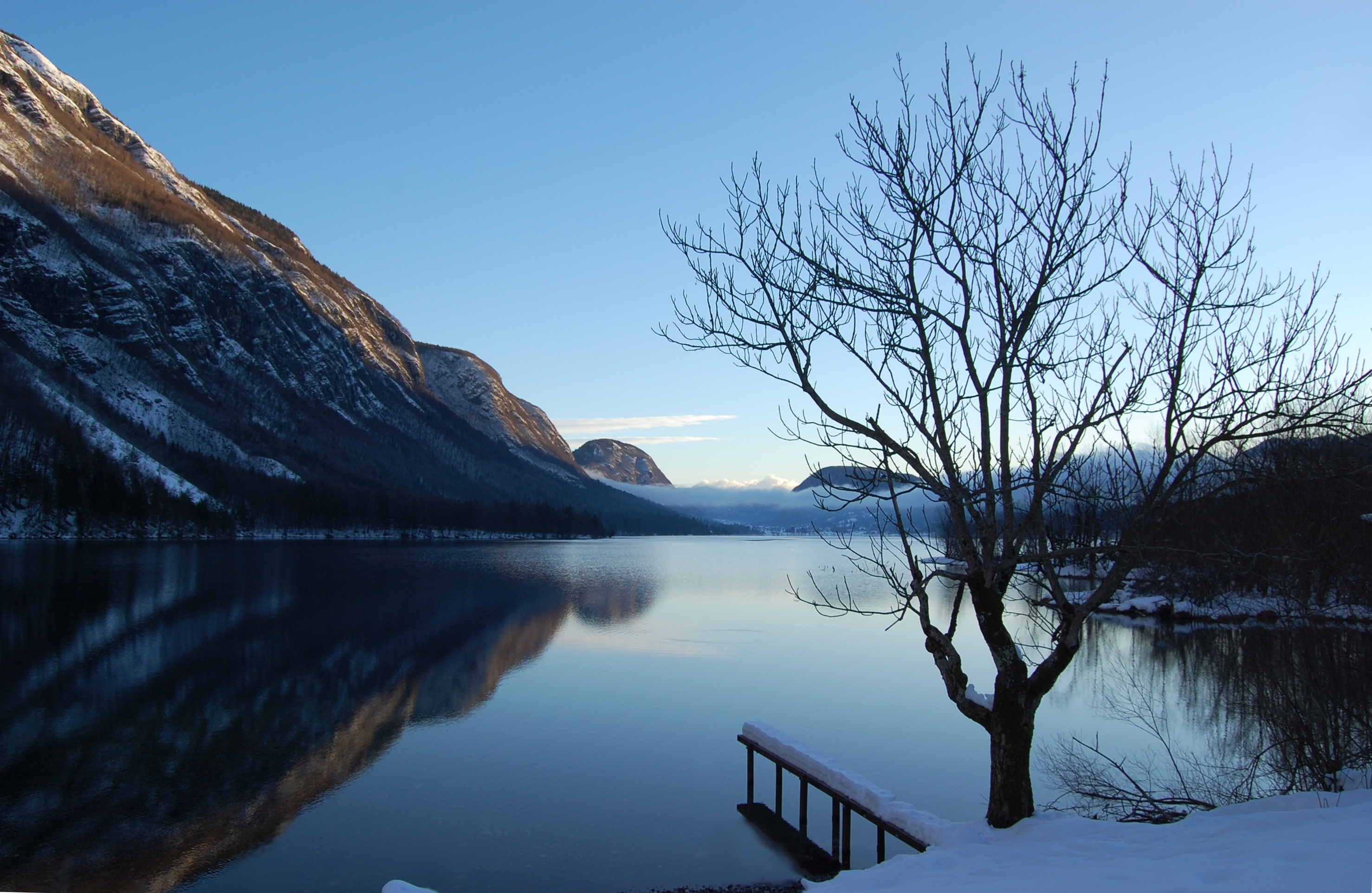
Bohinjsjön i vinter
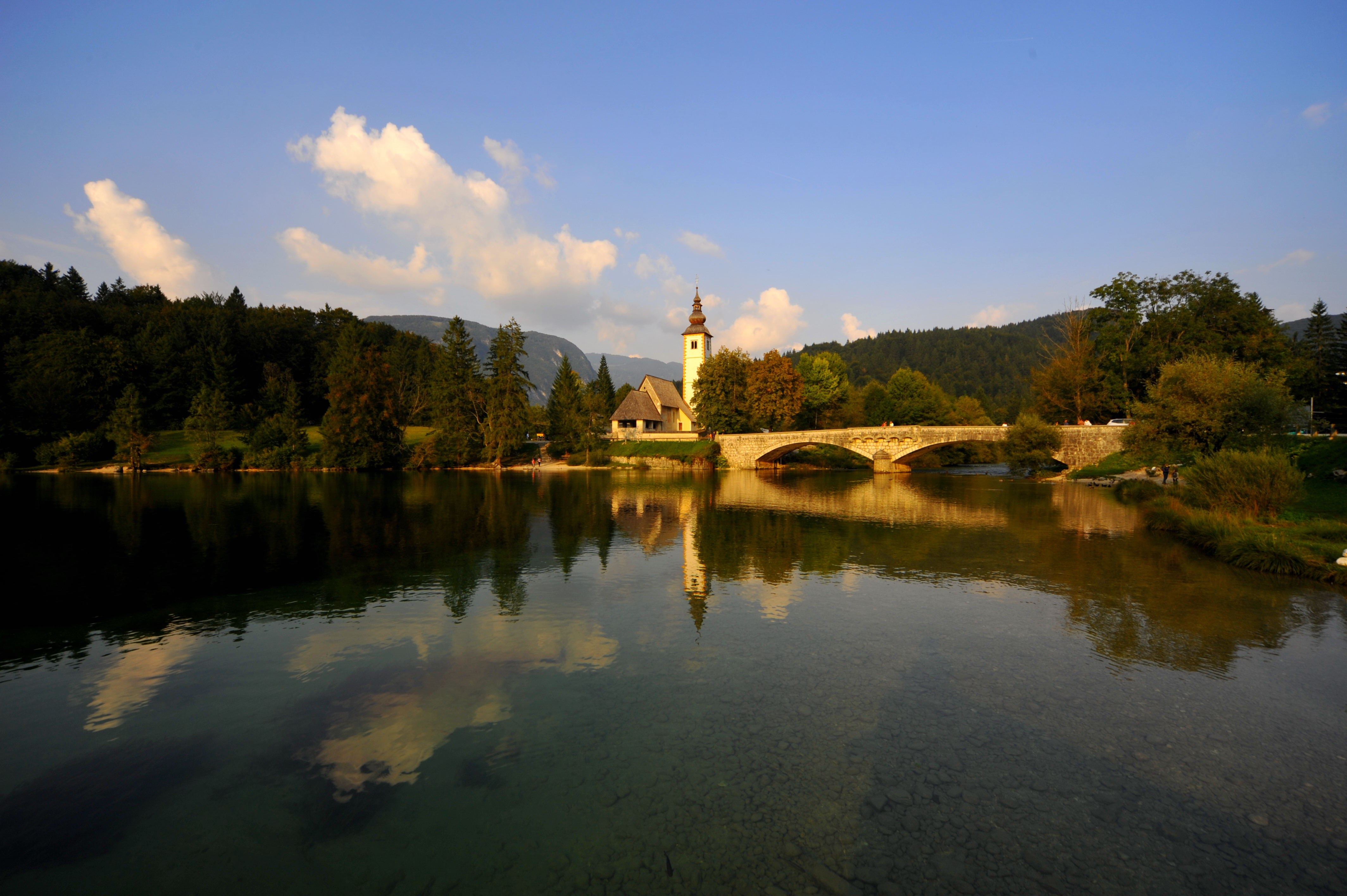
Sjö och kyrka